# Briggsia dongxingensis
Briggsia dongxingensis är en tvåhjärtbladig växtart som beskrevs av Woon Young Chun och K.Y. Pan. Briggsia dongxingensis ingår i släktet Briggsia och familjen Gesneriaceae. Inga underarter finns listade i Catalogue of Life.